# 日本におけるLGBTの政治家一覧
日本におけるLGBTの政治家一覧（にほん における LGBT の せいじか いちらん）は、日本の政治家、すなわち、国務大臣・国会および地方議会の議員・都道府県知事・市区町村長のうち、LGBT（レズビアン・ゲイ・バイセクシャル・トランスジェンダー）をはじめとした性的少数者である者の一覧である。

## 国会議員

### 現職の国会議員
- 尾辻かな子 - 衆議院議員（立憲民主党）

### 元職の国会議員
- 閑院宮春仁王 - 貴族院議員（皇族議員）

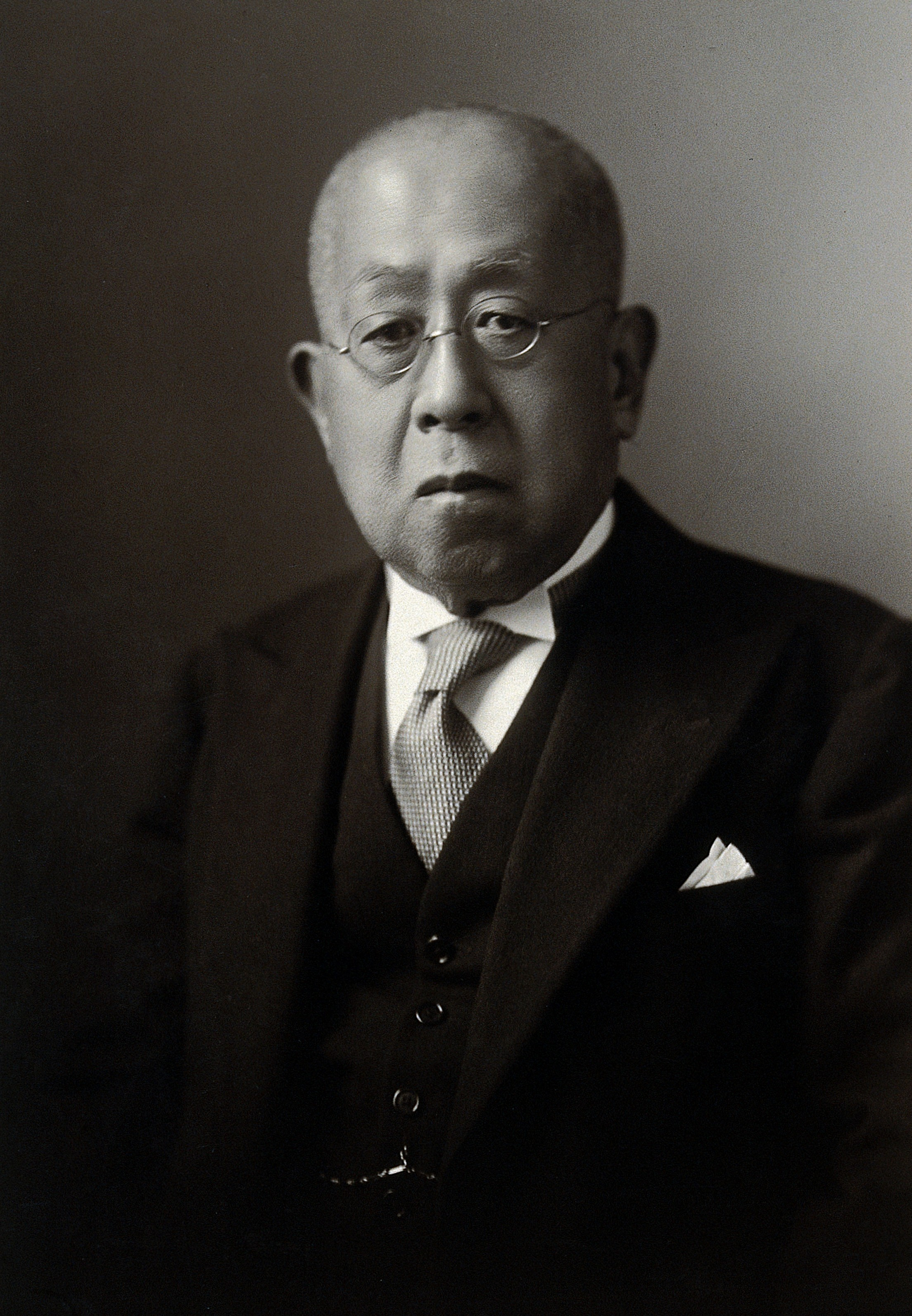
徳川家達

- 徳川家達徳川家達 - 貴族院議員（火曜会）、貴族院議長、静岡藩知藩事[1]
- 松浦大悟 - 参議院議員（日本維新の会）
- 石川大我 - 参議院議員（立憲民主党）

## 地方議会議員

### 現職の地方議会議員

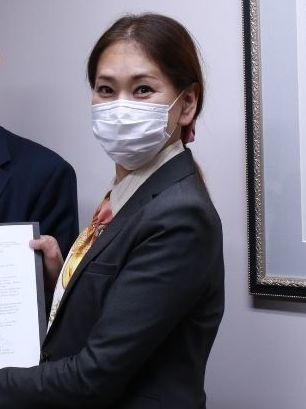
渕上綾子

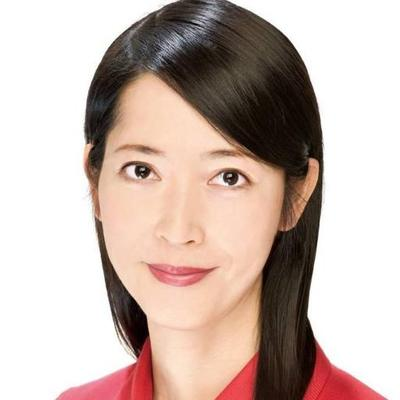
上川あや

- 渕上綾子 - 北海道議会議員（立憲民主党）
- 保坂いづみ - 根室市議会議員（無所属）[2]
- 滑川友理 - 水戸市議会議員（立憲民主党）
- 細田智也 - 入間市議会議員（無所属）
- 東由貴 - 東京都議会議員（立憲民主党）[3]
- 東友美 - 東京都議会議員（立憲民主党）[4]
- 上川あや - 世田谷区議会議員（無所属）
- 石坂わたる - 中野区議会議員（無所属）
- 斎木陽平 - 港区議会議員（諸派）
- 高月真名 - 新宿区議会議員 (日本共産党）[5]
- 矢ケ崎清花 - 渋谷区議会議員（立憲民主党）[3]
- 臼井愛子 - 北区議会議員（立憲民主党）[3][6]
- 小嶋小百合 - 春日井市議会議員（社会民主党）[7]
- 柴口征寛 - 高浜市議会議員（日本共産党）[8]
- 小原明大 - 長岡京市議会議員（日本共産党）
- 渡邉啓之 - 松山市議会議員（無所属）[9]
- 都留康敏 - 長崎市議会議員（日本維新の会）[10]

### 元職の地方議会議員
- 舘内孝夫 - 元滝川市議会議員（日本共産党）[11]
- 加藤麻衣 - 元盛岡市議会議員（無所属）[12]
- 依田花蓮 - 元新宿区議会議員 (れいわ新選組）
- 前田邦博 - 元文京区議会議員（無所属）
- 赤坂マリア - 元亀岡市議会議員（無所属）